# Yormie Johnson
"Prince" Yormie Johnson, född 6 juli 1952 i Nimba, död 28 november 2024 i Montserrado, var en liberisk politiker och rebelledare. Han var en av krigsherrarna under första liberianska inbördeskriget 1989–1996. Yormie Johnsons styrkor erövrade Monrovia 1990, och där grep han och lät tortera presidenten Samuel K. Doe till döds den 9 september.